# Лютина
Лютина (словац. Ľutina) — село в Словаччині, Сабіновському окрузі Пряшівського краю. Розташоване в північно-східній частині Словаччини на південних схилах Чергівських гір в долині потока Лютинка.
Вперше згадується у 1330 році.
В селі є греко-католицька церква Успенія пресвятої Богородиці з 1896–1900 рр., з 1988 року має статус «базиліки мінор» як єдиний греко-католицький храм Словаччини. До 1908 року в селі був дерев'яний храм, але згорів. З 1851 року після появи св. Миколая чудотворця село стало найвизначнішим місцем прочан—греко-католиків.

## Населення
| Рік:            | 1994. | 2004.   | 2014.    | 2024.   |
| --------------- | ----- | ------- | -------- | ------- |
| Кількість осіб: | 434   | 428     | 472      | 483     |
| Різниця:        |       | -1,38 % | +10,28 % | +2,33 % |

| Рік:            | 2023. | 2024.   |
| --------------- | ----- | ------- |
| Кількість осіб: | 484   | 483     |
| Різниця:        |       | -0,20 % |

В селі проживає 451 осіб.
Національний склад населення (за даними останнього перепису населення — 2001 року):
- словаки — 96,03 %,
- українці — 1,55 %,
- русини — 1,10 %,
- чехи — 0,44 %,

Склад населення за приналежністю до релігії станом на 2001 рік:
- греко-католики — 83,66 %,
- римо-католики — 8,61 %,
- православні — 4,19 %,
- не вважають себе вірянами або не належать до жодної вищезгаданої конфесії- 3,53 %

## Люди
В селі народився Черняк Франц Андрійович — український художник скла.

## Географія
Протікає річка Лютинка.